# Cancún Fútbol Club
El Cancún Fútbol Club es un club de fútbol de Cancún, Quintana Roo, México con sede en el Olímpico Andrés Quintana Roo. Fue fundado el 26 de junio de 2020 y juega en la Liga de Expansión MX, contando con un título de esta ganado ante Atlante en el torneo Apertura 2023. Son apodados Las Iguanas o Toloks y recientemente La Ola Negra de Quintana Roo.

## Historia
El 26 de junio de 2020 se confirmó la mudanza del Atlante Fútbol Club a la Ciudad de México, los Potros de Hierro habían representado a Cancún desde 2007. El mismo día, durante la Asamblea de Dueños de la nueva Liga de Expansión MX, se anunció la continuación del fútbol profesional en la ciudad con la creación del Cancún F.C., proveniente del Club Cafetaleros de Chiapas, el primer equipo de la citada institución abandonó el estado de Chiapas por la falta de apoyo económico y de afición. El mismo día se informó que la directiva del club eligió los colores celeste, amarillo y blanco como los representativos para la institución. El 30 de junio se nombró a Christian Giménez como el primer director técnico de la historia del equipo.
El 20 de agosto de 2020 el equipo disputó su primer partido oficial, además de ser el primer encuentro en el Estadio Olímpico Andrés Quintana Roo, el cual finalizó con una victoria de 1-0 ante el Tampico Madero, en el marco de la primera jornada del Torneo Guard1anes 2020 de la Liga de Expansión. El primer gol del club fue anotado por el defensa Miguel Basulto.
En enero de 2022 el equipo fue comprado por una empresa denominada Negocios en Fútbol Profesional S.A. de C.V., la cual es encabezada por el estadounidense Jeff Luhnow, quien anteriormente había sido propietario de los Houston Astros de la Major League Baseball y por el empresario Ben Guill, sin embargo, debido a cuestiones administrativas y reglamentarias de la liga se mantuvo la administración Orantes hasta el final de la temporada 2021-2022. El 1 de junio la venta fue aprobada por la asamblea de dueños de la Liga de Expansión MX, por lo que se hizo oficial la nueva administración.
Campeonato Apertura 2023
Para el Apertura 2023 de la Liga de Expansión el equipo quedaría en el primer lugar de la tabla general con 28 puntos. En los cuartos de final se enfrentarían al CF Mérida, con el cual empatarían 2-2 en el global pero debido a quedar en mejor posición en la tabla general el equipo de Cancún pasaría a las semifinales, donde se enfrentarían con los Mineros de Zacatecas, el partido quedaría 3-3 en el global y una vez más el equipo de Cancún pasaría por mejor posición en la tabla y así se clasificaría a la gran final.
En la final se enfrentarían al Atlante Fútbol Club, equipo que anteriormente jugaba en la ciudad de Cancún, la ida en el Estadio de la Ciudad de los Deportes quedaría 0-0, la final de vuelta disputada en el Estadio Olímpico Andrés Quintana Roo, la ganaría el equipo de Cancún con un marcador de 3-0 con 2 goles de Cheick Hassami Traore y 1 de Raúl Irám Castillo, lo cual le bastaría al Cancún F.C para ganar su primer campeonato de la Liga de Expansión MX. 
Campeón de Campeones 2023-2024
Esa misma temporada en el Clausura 2024 cayeron en cuartos ante el Atlante tras ser derrotados 1 - 0 en casa y perder 2 - 1 en Ciudad de México; el Atlante terminó por consagrarse campeón ese torneo y se convirtió en el rival del Cancún FC para el Campeón de Campeones 2023 - 2024. 
La ida se jugó el 15 de Mayo en el Estadio Andrés Quintana Roo y finalizó con marcador de 1 - 1, definiendose todo en la vuelta en el Estadio Ciudad de los Deportes. Los 90 minutos terminaron con un 0 - 0 que se extendió hasta el tiempo extra, obligando a los equipos a ir a la tanda de penales. El marcador final desde los 11 pasos fue 3 para Cancún y 1 para Atlante, llevándose las iguanas su segundo título esa temporada e igualmente el segundo de su historia.

## Instalaciones
El Estadio Olímpico Andrés Quintana Roo es un estadio de futbol con pista de atletismo situado en Cancún, Quintana Roo, México, tiene una capacidad para 20,000 espectadores y es sede del Cancún F. C. de la Liga de Expansión MX, y de manera eventual alberga juegos importantes de los Pioneros de Cancún de la Serie A de México. El primer estadio se inauguró en 1984, sin embargo, en 2007 fue reconstruido para albergar al Atlante Fútbol Club, que por entonces disputaba la Primera División de México.

## Uniforme

### Uniformes actuales
- Uniforme local: Camiseta, pantalón y medias negras.
- Uniforme visitante: Camiseta, pantalón y medias blancas.
- Uniforme alternativo: Camiseta verde, pantalón blanco y medias rojas.

| Primer Uniforme | Segundo Uniforme |  | Tercer Uniforme |  |

### Uniformes anteriores
- Clausura 2022

| Primer Uniforme | Segundo Uniforme |

- Apertura 2021

| Primer Uniforme | Segundo Uniforme | Tercer Uniforme |

- 2020-21

| Primer Uniforme | Segundo Uniforme | Tercer Uniforme |

### Indumentaria
| Período           | Proveedor | Marca |
| ----------------- | --------- | ----- |
| 2020 - 2021       | Keuka     |       |
| 2022 - 2024       | Nike      |       |
| 2024 - Actualidad | Adidas    |       |

## Jugadores

### Altas y bajas: Apertura 2025
| Altas              | Altas         | Altas             | Altas    |
| Jugador            | Posición      | Procedencia       | Tipo     |
| ------------------ | ------------- | ----------------- | -------- |
| Edson Arce         | Portero       | Atlas F.C.        | ?        |
| Ángel Cortez       | Portero       | C.F. Pachuca      | Préstamo |
| Gustavo Guzmán     | Defensa       | Mazatlán F.C.     | Préstamo |
| Alonso Rosales     | Defensa       | Pumas UNAM        | Préstamo |
| Even Padilla       | Mediocampista | F.C. Juárez       | ?        |
| Francisco Melendre | Mediocampista | Real Cundinamarca | ?        |
| Brayan Trejo       | Delantero     | Atlético Morelia  | Libre    |
| Karel Campos       | Delantero     | F.C. Juárez       | Préstamo |

| Bajas              | Bajas         | Bajas                | Bajas           |
| Jugador            | Posición      | Destino              | Tipo            |
| ------------------ | ------------- | -------------------- | --------------- |
| Gustavo Gutiérrez  | Portero       | Tepatitlán F.C.      | Fin de contrato |
| Sergio Rubio       | Portero       | Real Apodaca F.C.    | Fin de contrato |
| Oscar Villa        | Defensa       | Club León            | Fin de préstamo |
| Hedgardo Marín     | Defensa       | Bandera de ?         | Fin de contrato |
| Axl Padilla        | Defensa       | Atlante F.C.         | Traspaso        |
| Alan Rodríguez     | Mediocampista | Bandera de ?         | Fin de contrato |
| Adán Zaragoza      | Mediocampista | Tlaxcala F.C.        | Fin de contrato |
| Divine Obijuro     | Mediocampista | Bandera de ?         | Fin de contrato |
| Sergio de los Ríos | Mediocampista | C.F. Pachuca         | Fin de préstamo |
| Mauro Pérez        | Delantero     | Mineros de Zacatecas | Fin de contrato |

## Entrenadores

### Cronología
Los entrenadores interinos aparecen en cursiva.
- Christian Giménez (2020-2021)
- Federico Vilar (2021-2022)
- Íñigo Idiakez (2022-2023)
- Luis Arce Crespo (2023-2025)
- Miguel Bravo (2025-presente)

## Palmarés

### Torneos oficiales
| Competición nacional                    | Títulos       | Subcampeonatos |
| --------------------------------------- | ------------- | -------------- |
| Expansión MX (1/0)                      | Apertura 2023 |                |
| Campeón de Campeones Expansión MX (1/0) | 2023-24       |                |

## Temporadas
| Guard1anes 2020            | 2.Liga de Expansión MX | 5.º (Reclasificación) |
| Guard1anes Clausura 2021   | 2.Liga de Expansión MX | 8.º (Reclasificación) |
| Grita México Apertura 2021 | 2.Liga de Expansión MX | 17.º                  |
| Grita México Clausura 2022 | 2.Liga de Expansión MX | 6.º (Cuartos)         |
| Apertura 2022              | 2.Liga de Expansión MX | 17.º                  |
| Clausura 2023              | 2.Liga de Expansión MX | 15.º                  |
| Apertura 2023              | 2.Liga de Expansión MX | 1.º (Campeón)         |
| Clausura 2024              | 2.Liga de Expansión MX | 6.º (Cuartos)         |
| Apertura 2024              | 2.Liga de Expansión MX | 9.º                   |
| Clausura 2025              | 2.Liga de Expansión MX | 9.º                   |

## Filiales
Pioneros de Cancún
Desde la temporada 2022-23 el Deportivo Pioneros de Cancún es el filial principal del club luego de que la directiva del Cancún F.C. se hiciera cargo del equipo tras llegar a un acuerdo con el Ayuntamiento de Benito Juárez, este equipo milita en la Serie A de México.
Pioneros Junior
Pioneros Junior es el segundo filial del club, este equipo participa en la Tercera División de México y anteriormente fungía como el equipo reserva de Pioneros de Cancún, por lo que el Cancún F.C. también se hizo cargo de esta escuadra.
Otras filiales
Durante la temporada 2020-21 el Cancún F.C. mantuvo su propia escuadra en la Tercera División bajo el nombre Cancún F.C. "B", además, entre 2020 y 2022 el equipo tuvo como filial al Cafetaleros de Chiapas, equipo que milita en la Serie A de México.  
Boston Cancún FC
Durante la temporada 2023-2024 el equipo decidió crear un equipo en La liga TDP afiliado al Boston